# دوناتو كوكو
دوناتو كوكو (بالإيطالية: Donato Coco)‏ هو مصمم ومهندس إيطالي، ولد في 1956 في رينيانو غارغانيكو في إيطاليا.